# Il mistero del London Eye
Il mistero del London Eye (titolo originale: "The London Eye Mystery") è un libro per ragazzi dell'autrice inglese Siobhan Dowd. Pubblicato nel 2006, racconta di come Ted, un ragazzo con autismo, e sua sorella Kate risolvono il mistero della scomparsa di loro cugino Salim. 
Edito in Italia da uovonero, nel 2012 ha vinto il Premio Andersen come miglior libro per ragazzi oltre i 12 anni.
Nel 2017, Robin Stevens ne ha pubblicato un sequel, Il mistero del Guggenheim ("The Guggenheim Mystery"). 
Nel racconto il narratore è interno.

## Trama
Un giorno arriva una lettera da zia Gloria che diceva che lei e suo figlio Salim sarebbero rimasti un po' di giorni a casa di Ted e Kat. Un paio d'ore dopo i tre cugini decidono di andare a fare un giro al London Eye. In coda uno sconosciuto dà a Salim un biglietto dicendo di soffrire di claustrofobia. Salim accetta e sale ma quando la sua capsula scende lui non è lì con i passeggeri. Così Ted e Kat decidono di indagare.

## Premi
- Book Sense Children's Pick List Award, 2008.
- School Library Journal Best Books of the Year Award, 2008.
- Booklist Children's Edutors' Choice Award, 2008.
- Horn Book Fanfare Award, 2008.
- Kirkus Reviews Best Children's Books Award, 2008.
- Book Links Lasting Connection Award, 2008.
- Premio Andersen, Miglior libro per ragazzi oltre i 12 anni, 2012.